# Ellen DuBois
Ellen Carol DuBois, née le 11 mars 1947, est une historienne américaine, professeure d'histoire et d'études de genre. Elle est connue pour son travail de pionnière dans la 
reconnaissance de l'histoire des femmes.

## Biographie
Ellen DuBois se découvre une passion pour l'histoire dès sa dernière année de lycée. Elle obtient son baccalauréat universitaire du Wellesley College en 1968, puis un doctorat de l'Université Northwestern en 1975. Elle s’intéresse au mouvement de libération des femmes alors qu'elle commence à travailler avec la Chicago Women's Liberation Union,. Son intérêt la conduit à devenir "l'une des premières pionnières de l'histoire des femmes États-Unis", selon le journal national américain People's World. Ses recherches se concentrent sur l'importance de la politique formelle, l'histoire des femmes, et principalement le suffrage féminin comme levier d'émancipation.  
Après avoir enseigné à l'Université d'État de New York à Buffalo pendant seize années, Ellen DuBois déménage à Los Angeles pour continuer à enseigner à l'Université de Californie à Los Angeles (UCLA),. Elle se retire de l'enseignement et prend sa retraite de l'établissement en 2017,.   

## Recherches et publications
En 1997, Ellen Dubois consacre un second ouvrage au suffrage féminin, en dressant le portrait de Harriot Eaton Stanton Blatch (1856-1940), fille de la célèbre suffragiste Elizabeth Cady Stanton. La militante joue un rôle essentiel dans la conquête du suffrage féminin aux États-Unis. Le texte propose à la fois une biographie de Harriot Blatch et une nouvelle évaluation de la victoire et des conséquences du mouvement américain pour le suffrage féminin. En 1998, elle remporte le prix Joan Kelly Memorial de la Société américaine d'histoire pour cet ouvrage.
En 2020, Ellen DuBois se consacre à nouveau au droit de vote des femmes avec l'ouvrage Suffrage: Women's Long Battle for the Vote. Honorant le 100e anniversaire du dix-neuvième amendement de la Constitution des États-Unis, le livre explore toute la portée du mouvement pour gagner le vote des femmes à travers des portraits de dirigeantes audacieuses et de militantes dévouées,,. 
L'historienne commence son récit dans les années précédant la guerre civile aux côtés de Lucretia Mott, Elizabeth Cady Stanton, Susan B. Anthony et Sojourner Truth alors qu'elle explore les liens du mouvement du suffrage féminin avec l'abolition de l'esclavage. Après la guerre de Sécession, le Congrès des États-Unis accorde aux hommes afro-américains libérés le droit de vote, mais pas aux femmes blanches et afro-américaines. 
L'autrice témoigne de la manière dont les dirigeants du suffrage ont persisté à travers les années à limiter son accès aux femmes. Elle dresse également dans une continuité historique les portraits de Carrie Chapman Catt et Alice Paul pour le XXe siècle, et raconte comment les femmes afro-américaines, dirigées par Ida B. Wells-Barnett, exigent le droit de vote alors même que les suffragettes blanches les ignorent.
L'historienne explique la manière dont les suffragettes construisent une coalition déterminée de lobbyistes modérés et de manifestants radicaux en forgeant une stratégie de conquête du droit de vote dans des États cruciaux, avant l'obtention du suffrage pour toutes les femmes américaines dans la Constitution, jusqu’à la dernière ratification, la plus difficile, au Tennessee. Ellen DuBois suit les efforts des femmes dans l'utilisation de leur droit de vote pour gagner des fonctions politiques, et ainsi augmenter leur force de vote et adopter des lois interdisant le travail des enfants, garantissant la santé maternelle et une plus grande égalité pour les femmes,.